# Университет Кёнсон
Университет Кёнсон (кор. 경성 대학교?, 慶星大學校?, сокращенно: 경성대, 경대, англ. Kyungsung University) — частный университет в Пусане, Республика Корея.
Корпус университета Кёнсон находится недалеко от станции 2-й линии Пусанского метрополинета «Университет Кёнсон·Национальный университет Пугён».
Этот университет был основан пионером христианства Республики Корея Ким Гиль Чханом. Университет Кёнсон изначально назывался «Кённамский педагогический колледж» и был создан в 1955 году в духе идеологии христианской любви и служения. В 1979 году школа была реорганизована и переименована в «Пусанский индустриальный университет». В 1988 году название университета было изменено на «Университет Кёнсон». Вокруг университета Кёнсон расположено много кафе, баров, ночных клубов и также красивые корейские девушки и ресторанов.